# Alas (posto administrativo)

Alas é um posto administrativo que pertence ao município de Manufahi e localizado em Timor-Leste.
Em Alas vivem 7179 pessoas (2010). O posto administrativo tem uma área de 406,96 km². A sua capital é a vila de Alas. Alas inclui os Sucos Aithua, Dotik, Mahaquidan, Taitudac e Uma Berloic.